# NGC 172
NGC 172 је спирална галаксија у сазвежђу Кит која се налази на NGC листи објеката дубоког неба.
Деклинација објекта је - 22° 35' 12" а ректасцензија 0h 37m 13,6s. Привидна величина (магнитуда) објекта NGC 172 износи 13,6 а фотографска магнитуда 14,4. Налази се на удаљености од 39,747 милиона парсека од Сунца. NGC 172 је још познат и под ознакама ESO 474-5, MCG -4-2-27, AM 0034-225, IRAS 00348-2251, PGC 2228.